# ザラ (ファッションブランド)

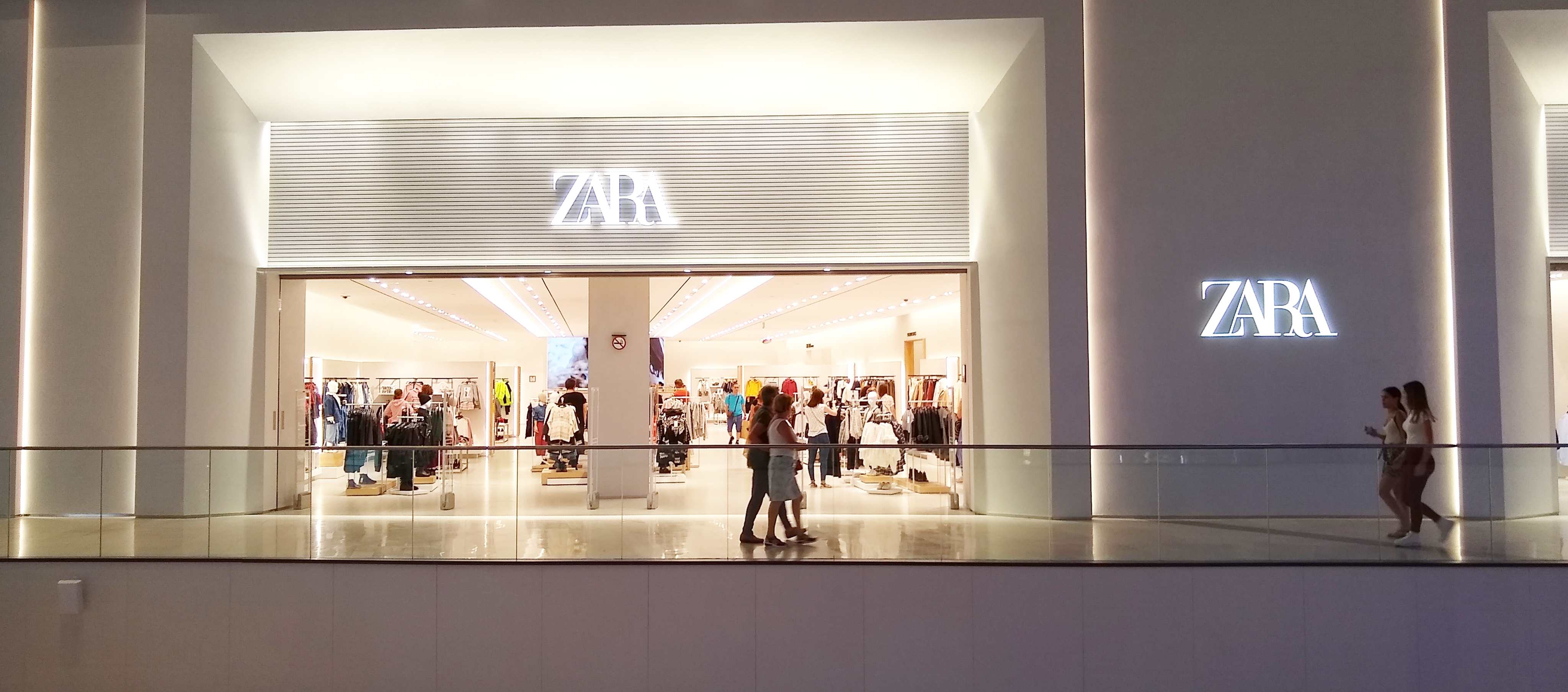
アンダルシア州セビリアのザラ店舗

ザラ (Zara) は、スペインのアパレルメーカーであるインディテックスが展開するファストファッションブランド。全世界に2,040を超える店舗を持っている。日本法人は株式会社ITXジャパン。

## 特徴
子供服から婦人服・紳士服まで幅広く展開する。アメリカ・ヨーロッパ・アジアに進出しており、特にヨーロッパでの人気が高い。
200人以上のデザイナーが1シーズンに3万以上のアイテムをデザインしている。企画・デザインから製造・販売までを自社で担い、卸売業者を介さないことで、コストダウンや在庫管理の円滑化、消費者ニーズへの素早い対応などを可能にした。このような戦略を可能にした理由のひとつとして、デルやトヨタ自動車と同様のサプライチェーン方式を採用している点がある。ザラでは2週間単位で新商品が投入され、店頭には常に新しい商品が並べられている。それまでのスペインでは百貨店などの大型店よりも専門店が占める割合が大きく、多数の店舗を展開するザラは革新的な存在だった。生産拠点はスペイン、ポルトガル、中華人民共和国、インド、トルコに分散しており、生産された商品はいったんスペインの物流センターに集められた後、ヨーロッパの国に対しては24時間以内に、アメリカ・アジアの国に対しては48時間以内に届けることができる。
パリのオペラ座やニューヨークのソーホー地区など世界の主要都市の繁華街に大型店を展開し、店舗そのものを広告塔とすることで広告宣伝費を抑える戦略を採ってきたが、現在では市場に合わせて一定の広告宣伝も行っている。

## ブランドライン

### ZARA TRF
ZARA TRF（ザラ・トラファ）とはトラファルック (Trafaluc) の略称であり、他のラインと比べカジュアルルックを意識したモードを展開している。その中でもZARA TRFの名前を一躍有名にしたものがクラッシュデニムである。

### ZARA basic
ZARA basic（ザラ・ベーシック）はザラの考え方を踏襲し、スタンダードなラインを展開している。特にコートは幅広い商品が用意されている。また、ライダースも人気が高い。

### ZARA WOMAN
ZARA WOMAN（ザラ・ウーマン）は世界4大コレクションの中からエッセンスを抽出し、洗練された大人のモードを意識した商品を展開している。他のラインと比較して高価格帯であるが、愛好者は多い。

## 歴史
1975年にアマンシオ・オルテガとロザリア・メラ夫妻が創業した。最初の店は、スペインのガリシア地方にあるア・コルーニャの中心街にあり、現在でも同所に本社が置かれている。店名は、当初は1964年の映画『その男ゾルバ』(Zorba the Greek) にちなみ「Zorba」となる予定だったが、すぐ近くに同じ名前のバーがあったため「Zara」に変更した。この店名になったのは、すでに店の看板の文字を作成するための金型を用意しており、その金型で作れる文字を組み合わせてできる名前を選んだ結果である。
1988年にポルトガルに店舗を開いて国外進出を開始すると、1989年にはニューヨークとパリにも店を構えた。2005年にはスペインの全企業中第21位の売上高をあげるまでに成長した。2008年時点で世界60か国で展開しており、その大半は直営店だった。2008年にはリーマン・ショックの影響で世界的に大不況に見舞われたが、2009年9月期の総売上高は110億8400万ユーロであり、前年比8%の増収を記録した。2018年時点で世界96か国に展開し、2020年には全世界の店舗数が2,866に達したが、その後はCOVID-19パンデミックなどの影響で縮小傾向にある。2024年時点での店舗数は2,221である。

### 日本での展開
1997年に日本法人が設立された。この時は日本のビギグループとの合弁（ビギ51%、インディテックス49%）であったが、2005年にインディテックスの100%出資に引き上げられ、スペイン本社の完全子会社となった。1998年には日本第1号店を渋谷に開店させ、2002年には原宿店を開店させた。当初は日本での知名度は低く、店舗数の伸びは緩やかだったが、2003年4月に銀座店と六本木ヒルズ店を同時開店させてから急激な伸びを記録。2008年にはH&Mが日本に上陸したことでファストファッションブランド全体が注目され、一気に店舗数を増やした。2007年4月時点では27店舗だったが、2009年に渋谷に50号店をオープンさせ、2012年8月時点では79店舗を構えている。2011年10月20日にオンラインショップが開設された。日本法人の社名は当初「ザラ・ジャパン」であったが、2020年11月に「ITXジャパン」に変更した。

## 批判
2007年、ナチスのハーケンクロイツ（鉤十字）がデザインされたハンドバッグを販売し、批判を受けて即刻回収する騒動に発展した。また2014年、ユダヤ人が強制収容所で着用した服を思わせる胸に黄色の星形が付いたシャツを販売。再び批判を招き商品を撤去した。2015年には、かつてザラで社内弁護士を務めていたイアン・ジャック・ミラーが、「企業風土に反ユダヤ主義が含まれる」として訴訟を起こした。それによるとザラでは人種差別的なことが平然と行われており、ミラー自身もユダヤ系であることが会社に知れたとたんに差別の標的にされ、7年間勤務したザラを解雇された。
2024年4月には、ブラジルのセラード地域において環境破壊や地域住民からの土地収奪につながった綿花をザラが買い付けていることが、イギリスのNPOであるアースサイトの調査で明らかになった。セラード地域では綿花生産の増加によって、森林が破壊され、代々放牧を営んできた地域住民が土地を追いやられるという状況が拡大しており、アースサイトによれば、これらの森林伐採や土地収奪に関わっているとみられる綿花生産業者と、ザラに衣料品を供給する製造業者との間に数千件の出荷記録が存在している。これに対し、ザラは指摘を深刻に受け止め、調査結果を見守るとコメントした。

## テレビ番組
- 日経スペシャル ガイアの夜明け 「ファッションも鮮度が命」 ～流行をすばやく追いかけろ～（2006年5月9日、テレビ東京）[14] - “商品化のスピード“と”流通のスピード“を取材。